# Casa Fargas

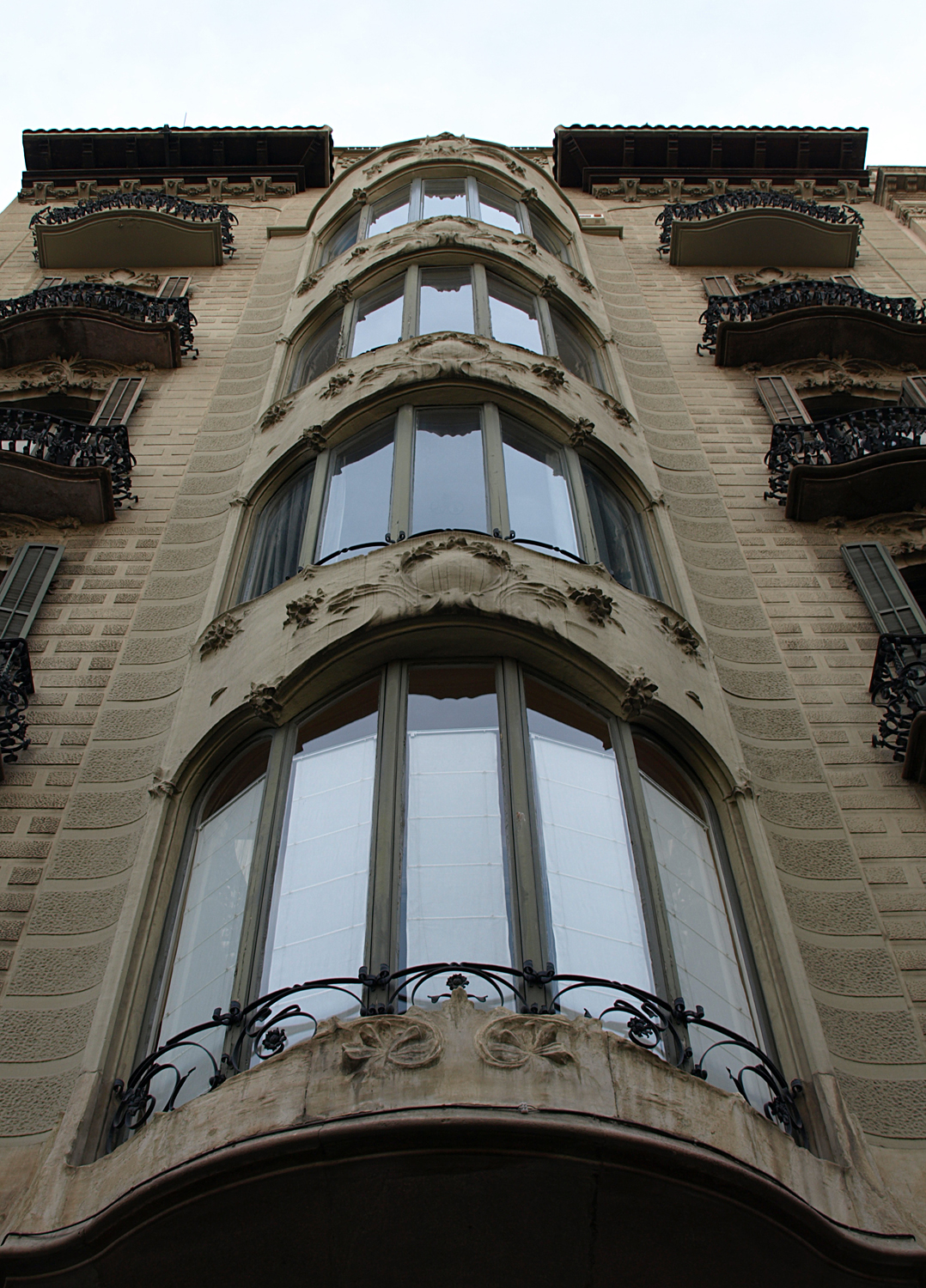
Tribuna central de la casa Fargas.

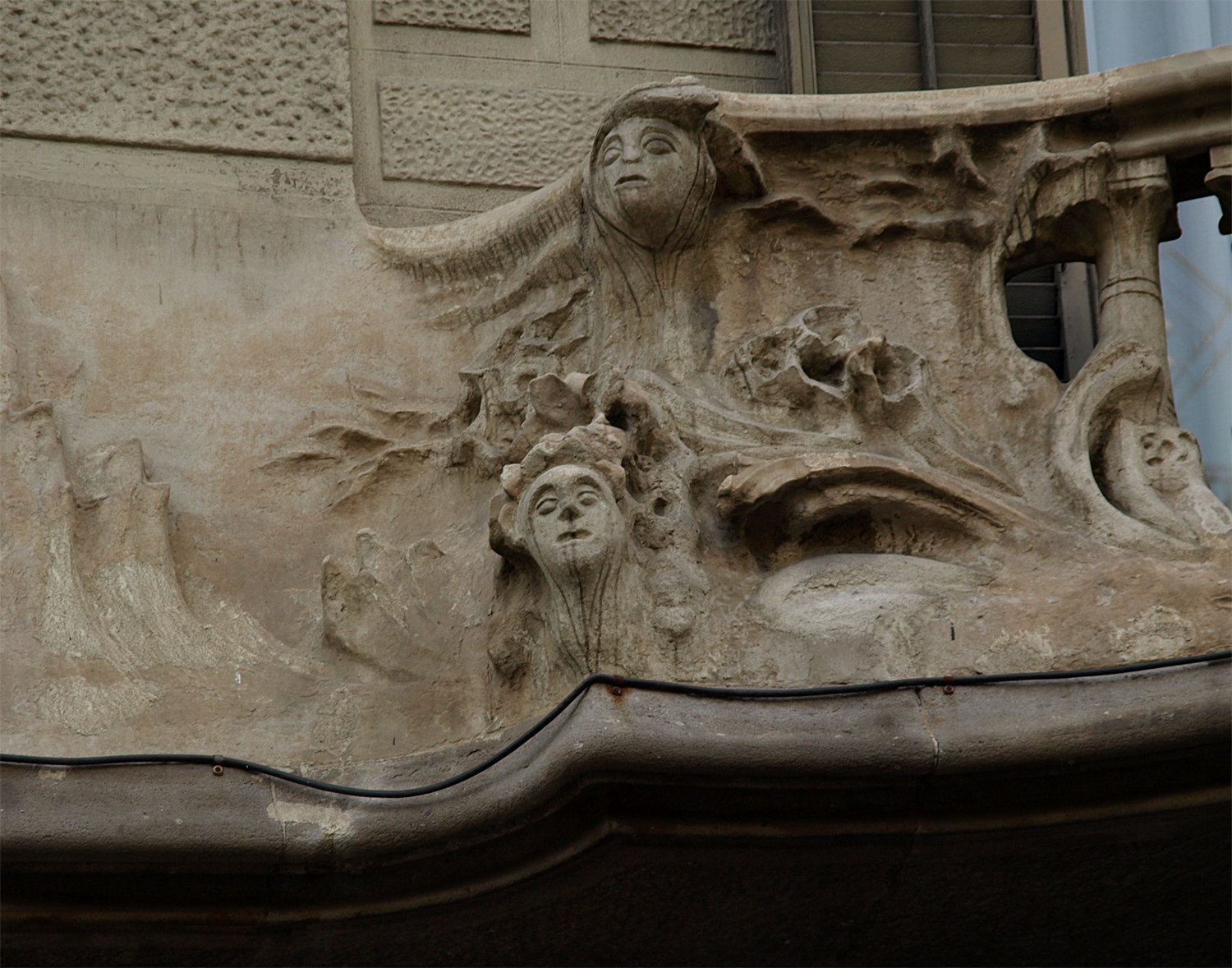
Detalle escultórico del balcón principal.

La casa Fargas se encuentra situada en el número 47 de la rambla de Cataluña en Barcelona.
Realizada en 1904, fue un encargo del doctor Miquel A. Fargas al arquitecto modernista Enric Sagnier i Villavecchia, que la construyó con una línea afrancesada y mucho más contenida que otros proyectos anteriores suyos. 
La fachada es de una austeridad contenida sin grandes ornamentaciones, pero de gran calidad y sutileza, sus formas ondulantes están resaltadas por la tribuna central que recorre todos los pisos, realizada en piedra, los adornos tallados se muestran sobre todo en la tribuna y en los balcones del primer piso, teniendo un trabajo en hierro forjado en las barandillas del resto de los balcones pertenecientes a las otras plantas del edificio. Toda la fachada es simétrica, excepto la puerta de entrada colocada hacia la parte derecha.
En el vestíbulo de entrada, se encuentran dos arcos trilobulados para repartir el espacio del ascensor y la escalera de mármol blanco con un arrimadero de mármol ocre con lacerías en su parte alta, la barandilla es de hierro forjado con motivos florales.
En el piso principal se encuentra la sede de la fundación Trías Fargas. Se puede ver una placa puesta en la fachada donde aclara que «En esta casa nació, vivió y murió Ramón Trías i Fargas (1922-1989) economista y político que fue diputado y senador, regidor del ayuntamiento de Barcelona y consejero de la Generalidad de Cataluña».